# زیبابین (مجموعه تلویزیونی)
زیبابین (انگلیسی: Kaleidoscope) یک مجموعه گلچین تلویزیونی درام سرقت آمریکایی است که توسط اریک گارسیا ساخته شده‌است. این مجموعهٔ هشت قسمتی که به دلیل نظمِ به هم ریخته‌اش منحصربه‌فرد است، حول محور دزد اصلی، لئو پاپ (جانکارلو اسپوزیتو) و گروهش می‌چرخد که برای یک دزدی به ارزش ۷ میلیارد دلار می‌کوشند اما خیانت، طمع و تهدیدهای دیگر، نقشه‌های آنان را نقش بر آب می‌کند.
این سریال در ۱ ژانویه ۲۰۲۳ توسط نتفلیکس منتشر شد.

## بازیگران و شخصیت‌ها

### اصلی
- جانکارلو اسپوزیتو در نقشِ لئو پاپ/ری ورنون، یک جنایت‌کارِ ماهر و رهبر گروه دزدی خودش، که هدفشان سرقت از خرک SLS است.
- روفوس سیول در نقش راجر سالاس/گراهام دیویس، شریکْ‌جنایتِ سابق لئو و مدیر عامل «SLS»
- پاز وگا در نقش آوا مرسرِ وکیل، نزدیک‌ترین دوستِ لئو و متخصص اسلحه در خدمهٔ لئو
- پیتر مارک کندال در نقش استن لومیس، هم‌سلولی سابق لئو و قاچاق‌چی خدمهٔ لئو
- روزالین البای در نقش جودی گودوین (با نام خانوادگی اشتراوس)، دوست‌دختر سابق استن و متخصص مواد منفجرهٔ در خدمه لئو
- جی کورتنی در نقش باب گودوین، شوهر جودی
- تاتی گابریل در نقش هانا کیم (نامِ خواهرِ ورنون)، دختر باردار لئو که به عنوان رئیس امنیت دیجیتال در SLS کار می‌کند.
  - آستین ال فیشر نقش هانا ورنون در جوانی را به تصویر می‌کشد

### پراکنده
- جردن مندوزا در نقش آر جی آکوستا جونیور، راننده تیم لئو
- همکی مادرا در نقش کارلوس سوجو، دست راست و کارچاق‌کنِ راجر
- سوجونگ سون در نقش لیز کیم، خواهرخواندهٔ هانا
- جان هانس تستر در نقش استفان تیل، یکی از «سه‌قلوها»، سه میلیاردر که اوراق قرضه حامل ۷ میلیارد دلاری را به SLS سپرده‌اند.
- نیوشا نور در نقش نازان عباسی، مأمور اف‌بی‌آی با تمرکز بر تحقیق از خدمه لئو
- بابا ویلر در نقش ساموئل توبی، شریک اف بی آیِ عباسی

### بازیگران مهمان
- پچ داراگ در نقش اندرو کاوینگتون، رئیس سابق امنیت دیجیتال در SLS
- ریچارد ماسور در نقش دکتر واگنر، پزشک لئو در دوران حبس او
- تینا بنکو در نقش جنیفر هلمن، عباسی و مافوق توبی در اف‌بی‌آی
- ویت واشینگ در نقش تد گاف، مأمور اف‌بی‌آی که مأمور سرقت جواهرات شده‌است
- روبین لی در نقش لیلی ورنون، همسر لئو و مادر هانا
- مکس کاسلا در نقش تاکو، یک جنایتکار
- کریگ واکر در نقش سامسون، شریک تاکو و یک جنایتکار

## قسمت‌ها
همهٔ قسمت‌ها را می‌توان به هر ترتیبی تماشا کرد به جز قسمتِ «سیاه» که دیباچه‌ای کوتاه است و قسمتِ «سفید» که قسمتِ آخر است. قسمت‌ها برای هر کاربرِ نتفلیکس تصادفی فهرست شده‌اند.

## بازخورد منتقدان
در وبسایت بازبینی‌خوانی راتن تومیتوز، ۵۰٪ از ۳۴ بررسی منتقدین مثبت است و این مجموعه میانگینِ امتیاز ۶٫۴/۱۰ را در اختیار دارد. اجماع این وب‌سایت چنین می‌نویسد: «در حالی که داستان‌سرایی تعاملی زیبابین تازگی‌های پر زرق و برقی را ارائه می‌کند، متأسفانه رشته‌های داستانی رنگ‌بندی‌شدهٔ آن در خدمت داستان به‌طور ناامیدکنندهٔ پیش‌پاافتاده‌ای هستند.» این مجموعه در متاکریتیک، که از میانگین وزنی استفاده می‌کند، بر اساس نظر ۱۴ منتقد امتیاز ۵۹ از ۱۰۰ را کسب کرده که نشان‌گر «نقدهای مختلط یا متوسط» است.